# Parafia św. Krzysztofa w Białymstoku
Parafia pw. św. Krzysztofa w Białymstoku – rzymskokatolicka parafia należąca do dekanatu Białystok - Bacieczki, archidiecezji białostockiej, metropolii białostockiej.

## Historia
Parafia pw. św. Krzysztofa powstała w wyniku oddzielenia się od parafii macierzystej pw. św. Kazimierza Królewicza w Białymstoku.  
23 kwietnia 2002 roku erygował ją ks. abp Wojciech Ziemba, ówczesny metropolita białostocki. 

## Kościół parafialny
Jako świątynia parafialna służy kaplica, zbudowana na planie prostokąta. Posiada drewniany wystrój, dach dwuspadowy, zakrystia zamknięta półkolem. Ozdobą świątyni jest obraz zamieszczony na ołtarzu, ukazujący św. Krzysztofa. 

## Proboszczowie
- ks. Robert Rafało (2002–2013)
- ks. Dariusz Tomkiel (od 2013)

## Zasięg parafii
W granicach parafii znajdują się miejscowości:  
- Osiedle Zawady
- Osowicze
- Sielachowskie